# Ernst Wandfluh
Ernst Wandfluh (25 novembre 1976) è un politico svizzero dell'Unione Democratica di Centro (UDC). Dal 2023 è membro del Consiglio nazionale per il Canton Berna.

## Biografia
Fece parte del Gran Consiglio del Canton Berna dal 2018 al 2023. Presentatosi alle elezioni federali del 2023, venne eletto Consigliere nazionale per il Canton Berna con 95 684 voti, nono tra i candidati eletti più votati del cantone.